# 아크로니스 트루 이미지
아크로니스 트루 이미지(Acronis True Image, 구 명칭: 아크로니스 사이버 프로텍트 홈 오피스, Acronis Cyber Protect Home Office)는 마이크로소프트, OS X, iOS, 안드로이드 운영 체제를 대상으로 백업, 아카이브, 액세스, 복구를 포함한 데이터 보호를 제공하는 아크로니스의 소프트웨어 제품이다. 디스크 이미지 소프트웨어로서 트루 이미지는 구조와 내용을 새로운 디스크로 복제함으로써 과거에 캡처해둔 이미지를 다른 디스크로 복원할 수 있으며 새로운 디스크가 용량이 다르더라도 디스크 복제와 파티션 크기 조절도 허용한다. 백업은 .tib 파일 확장자를 사용하여 저장하는 사유 포맷으로 되어 있다. 아크로니스는 2003년에 시작하였으며 500만 이상의 고객과 50만의 비즈니스 사용자들이 있다.

## 역사
아크로니스는 2001년 SWsoft의 부문으로 시작하였으며 2003년에 분사하여 아크로니스 트루 이미지 소프트웨어의 출시를 계속하고 있다. 2010년 이전에 트루 이미지라는 이름이 가정부터 회사에 이르는 모든 플랫폼에 적용되었다. 제품 계열의 리브랜딩을 통해 아크로니스 트루 이미지라는 이름은 가정용 버전용으로 사용되며 비즈니스 도구들은 이름이 변경되었다.

## 같이 보기
- 디스크 복제